# Herb gminy Borów
Herb gminy Borów – jeden z symboli gminy Borów, ustanowiony 30 marca 2004.

## Wygląd i symbolika
Herb przedstawia na tarczy w polu błękitnym postać kobiecą w czerwonej sukni, ze złotymi włosami i złotą koroną. Jest to nawiązanie do odnalezionej pieczęci Borowa z 1664, na której postać najprawdopodobniej nawiązywała do Matki Bożej.